# Dubai Barracudas
I Dubai Barracudas sono una squadra di football americano di Dubai, negli Emirati Arabi Uniti. Hanno vinto il titolo nazionale nel 2015-2016 e nel 2017-2018.

## Dettaglio stagioni

### Tornei nazionali

#### Campionato

##### EAFL
| Stagione | regular season | regular season | regular season | regular season | regular season | regular season | playoff | playoff | playoff | playoff | playoff | playoff     | playoff             |
|          | Vin            | Par            | Per            | Tot            | PF             | PS             | Vin     | Per     | Tot     | PF      | PS      | risultato   | avversaria          |
| -------- | -------------- | -------------- | -------------- | -------------- | -------------- | -------------- | ------- | ------- | ------- | ------- | ------- | ----------- | ------------------- |
| 2012-13  | 1              | 0              | 5              | 6              | 58             | 90             | 0       | 1       | 1       | 0       | 46      | Semifinale  | Dubai Stallions     |
| 2013-14  | 3              | 1              | 2              | 6              | 112            | 97             | 0       | 1       | 1       | 0       | 40      | Semifinale  | Abu Dhabi Wildcats  |
| 2014-15  | 6              | 0              | 2              | 8              | 109            | 66             | 1       | 1       | 2       | 26      | 36      | Desert Bowl | Dubai Stallions     |
| 2015-16  | 5              | 1              | 0              | 6              | 155            | 12             | 2       | 0       | 2       | 54      | 18      | Campioni    | Abu Dhabi Wildcats  |
| 2016-17  | 3              | 0              | 3              | 6              | 90             | 81             | 0       | 1       | 1       | 0       | 28      | Semifinale  | Al Ain Desert Foxes |
| 2017-18  | 4              | 1              | 0              | 5              | 54             | 8              | 2       | 0       | 2       | 26      | 6       | Campioni    | Abu Dhabi Wildcats  |
| 2018-19  | 2              | 0              | 5              | 7              | 65             | 98             | -       | -       | -       | -       | -       | -           | -                   |
| Totale   | 24             | 3              | 17             | 44             | 643            | 452            | 5       | 4       | 9       | 106     | 174     |             |                     |

Fonti: Enciclopedia del Football - A cura di Roberto Mezzetti

### Riepilogo fasi finali disputate
| Anno             | Luogo | Evento | Fase del torneo | Incontro                               | Risultato |
| 8 marzo 2013     |       | EAFL   | Semifinale      | Dubai Stallions - Dubai Barracudas     | 46 - 0    |
| 28 febbraio 2014 |       | EAFL   | Semifinale      | Dubai Barracudas - Abu Dhabi Wildcats  | 0 - 40    |
| 13 marzo 2015    |       | EAFL   | Desert Bowl     | Dubai Barracudas - Dubai Stallions     | 6 - 30    |
| 18 marzo 2016    |       | EAFL   | Desert Bowl     | Dubai Barracudas - Abu Dhabi Wildcats  | 21 - 18   |
| 3 marzo 2017     |       | EAFL   | Semifinale      | Dubai Barracudas - Al Ain Desert Foxes | 0 - 28    |
| 16 marzo 2018    |       | EAFL   | Desert Bowl     | Dubai Barracudas - Abu Dhabi Wildcats  | 19 - 0    |

## Palmarès
- 2 EAFL (2015-2016, 2017-2018)